# ویلکو زایدروایک
ویلکو زایدروایک (هلندی: Wilco Zuijderwijk؛ زادهٔ ۲ اکتبر ۱۹۶۹) دوچرخه‌سوار اهل هلند است.